# Starksia ocellata
Starksia ocellata is een straalvinnige vissensoort uit de familie van slijmvissen (Labrisomidae). De wetenschappelijke naam van de soort is voor het eerst geldig gepubliceerd in 1876 door Franz Steindachner. Hij gaf aan de soort de naam Clinus ocellatus.
De soort komt voor in de westelijke Atlantische Oceaan en de Caraïbische Zee, met name voor de kust van North Carolina, Florida en rond de Bahama's. De volwassen dieren worden tot 6 centimeter lang.